# Sébastien Reichenbach
Sébastien Reichenbach (Martigny, 28 de mayo de 1989) es un ciclista suizo que fue profesional entre 2010 y 2024.

## Palmarés
2012
- Campeonato de Zúrich

2013
- Trofeo Matteotti

2015
- 2.º en el Campeonato de Suiza en Ruta

2019
- Campeonato de Suiza en Ruta  [2]

2022
- 2.º en el Campeonato de Suiza en Ruta

## Resultados en Grandes Vueltas y Campeonatos del Mundo
| Carrera         | Carrera         | 2010 | 2011 | 2012 | 2013 | 2014 | 2015 | 2016 | 2017 | 2018 | 2019 | 2020 | 2021 | 2022 | 2023 | 2024 |
| --------------- | --------------- | ---- | ---- | ---- | ---- | ---- | ---- | ---- | ---- | ---- | ---- | ---- | ---- | ---- | ---- | ---- |
|                 | Giro de Italia  | —    | —    | —    | —    | —    | Ab.  | —    | 15.º | 22.º | —    | —    | Ab.  | —    | —    | —    |
|                 | Tour de Francia | —    | —    | —    | —    | 85.º | —    | 14.º | —    | —    | 17.º | 24.º | —    | —    | —    | —    |
|                 | Vuelta a España | —    | —    | —    | —    | —    | —    | —    | —    | —    | —    | —    | —    | 24.º | —    | —    |
| Mundial en Ruta | Mundial en Ruta | —    | —    | —    | Ab.  | —    | —    | —    | —    | 32.º | —    | —    | —    | —    | —    | —    |

—: no participa

Ab.: abandono